# Изабела дьо Бурбон
Изабела дьо Бурбон, графиня на Шароле (на френски: Isabelle de Bourbon, comtesse de Charolais; * 1436, † 25 септември 1465, Антверпен) е втора съпруга на Шарл Дръзки, херцог на Бургундия и граф на Шароле.

## Произход
Тя е дъщеря на Шарл I (* 1401; † 1456), 5-и херцог на Бурбон (1434), и Агнес Бургундска (* 1407, † 1476), дъщеря на Жан Безстрашни – могъщия херцог на Бургундия и заклет враг на Шарл VI Лудия и на неговия регент Луи Орлеански.

## Живот
За нейния живот се знае малко. В годините на нейната младост между Франция и Англия, отначало подкрепяни от Бургундия, е в разгара си Стогодишната война, породена от претенциите за френския трон от английските крале, които са и негови наследници по линията на Капетингите. Ситуацията се усложнява от борбата между партиите на Арманяките и Бургундите, които претендират за контрол над некомпетентния крал Шарл VI.
Бащата на Изабела Шарл I дьо Бурбон е лоялен поддръжник на партията на Арманяките и се отличава в битката при Аженкур (1415), загубена от французите. Въпреки че той е политически противник на своя девер Филип III Добрия, херцог на Бургундия, през 1453 г. Шарл успява да сгоди, като условие за примирие, 17-годишната Изабела за 20-годишния син на Филип III и единствен законен наследник на Бургундия Шарл Дръзки, който тогава носи титлата „Граф на Шароле“. Изабела и графът на Шароле се женят на 30 октомври 1454 г. в Лил, Франция, и според сведенията са много влюбени. Бракът се оказва доста щастлив и на 13 февруари 1457 г. двойката има дъщеря Мария.
През 1459 г. френският дофин Луи е принуден да потърси убежище в бургундския двор и Изабела става кръстница на малкия му син Йоахим от Шарлот Савойска. След възкачването си на трона на Франция през 1461 г. Луи оставя Шарлота в Бургундия на грижите на Изабела. Сам по себе си фактът, че предпазливият и подозрителен Луи решава да повери съпругата си на Изабела, показва, че Изабела, наред с други неща, се е отличавала с добро положение и по това време е спечелила известен авторитет в двора на херцога.
Изабела умира млада на 28 години от туберкулоза в Антверпен след няколкомесечно боледуване. Погребана е в Абатство „Св. Михаил“ в града.

## Гробница на Изабела дьо Бурбон
Ранната смърт на Изабела означава, че тя е имала малко значение или влияние през живота си, но след смъртта си тя става символ на властта на херцозите на Бургундия, която по-късно ще бъде наследена от единствената ѝ дъщеря Мария. Тъй като вторият брак на херцога не успява да създаде син, Мария е наследница на херцогството и бракът ѝ с представител на Хабсбургите има големи последици в продължение на векове.
Надгробният паметник на Изабела е издигнат в църквата на абатството „Свети Михаил“ в Антверпен през 1476 г. Той е украсен с 24 статуи от месингова медна сплав на благородници и жени, стоящи в ниши, сега известни като „Опечалените", поставени над бронзовата скулптура на Изабела. Историците на изкуството обикновено приписват резбите на Ян Борман Младши, а отливките на Рениер ван Тиенен. Опечалените дрехи са от по-ранна мода от тези на Изабела, вероятно защото опечалените са копирани от по-стари гробници.
По време на Иконоборческото въстание от 1566 г. радикални протестанти унищожават изображения в католически църкви и манастири. Унищожаването е оправдано с твърдението на Калвин, че всички изображения в църквите са идолопоклоннически и трябва да бъдат премахнати. В резултат на това гробът на Изабела е лишен от украсата си и Опечалените изчезват. През 1691 г. бургмайстерите на Амстердам купуват статуите, които според тях представляват графовете и графините на Холандия. Питер де Вос, чиновник на секретариата, продава статуите, които вероятно е наследил от баща си. В замяна Де Вос получава годишна пенсия от 150 гулдена. Умира през 1721 г.; следователно градът е платил на Де Вос около 4500 гулдена за Опечалените.
Опечалените не са най-близкото семейство на Изабела: те представляват нейните предци. Два портрета са идентифицирани като император Лудвиг IV Баварски (с императорската корона и кълбо) и Албрехт Баварски с кръста на Свети Антоний около врата. Тези портрети са идентифицирани въз основа на списък с имена, публикуван през 1695 г. от Даниел Папеброкиус. Статуите разкриват дрехите, носени от бургундските благородници през Късното средновековие. Необичаен аспект е количеството плат, използван в дрехите: ръкавите са изключително дълги, както и мантиите. Носят се различни видове шапки, както от мъжете, така и от жените, като жените са с бръснати глави, както е на мода в онези времена. Статуите са изложени в Държавния музей на Амстердам през 1887 г. Останалата част от гробницата, заедно със статуята на Изабела, са в Катедралата на Антверпен. Нищо повече от обзавеждането на гробницата не е оцеляло.

## Брак и потомство
∞ 30 октомври 1454 г. в Лил за за Шарл Дръзки (* 10 ноември 1433, Дижон, † 5 януари 1477, Нанси), последният херцог на Бургундия, от когото има една дъщеря:
- Мария Бургундска (* 13 февруари 1457 в Брюксел, † 27 март 1482 в Брюге), наследствена херцогиня на Бургундия от 1477 – 1482 и чрез брак австрийска ерцхерцогиня; ∞ 1477 за Максимилиан I, син на Фридрих III, император на Свещената Римска империя и негов наследник, и на португалската инфанта Елеонора, дъщеря на португалския крал Дуарте.